# Трстенський арборетум
42°42′44″ пн. ш. 17°58′35″ сх. д. / 42.7123281° пн. ш. 17.9765103° сх. д.

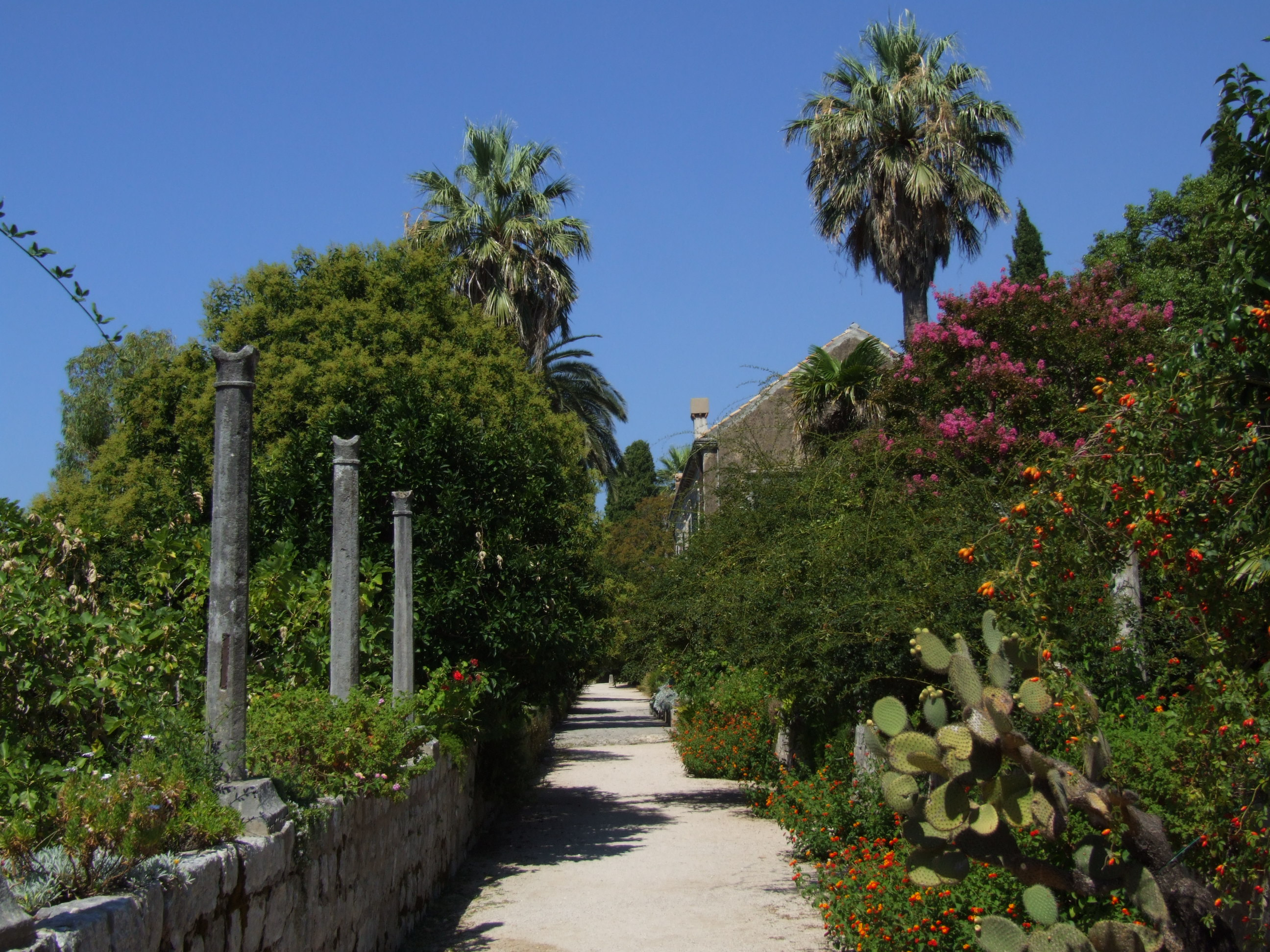
Дендропарк Трстен

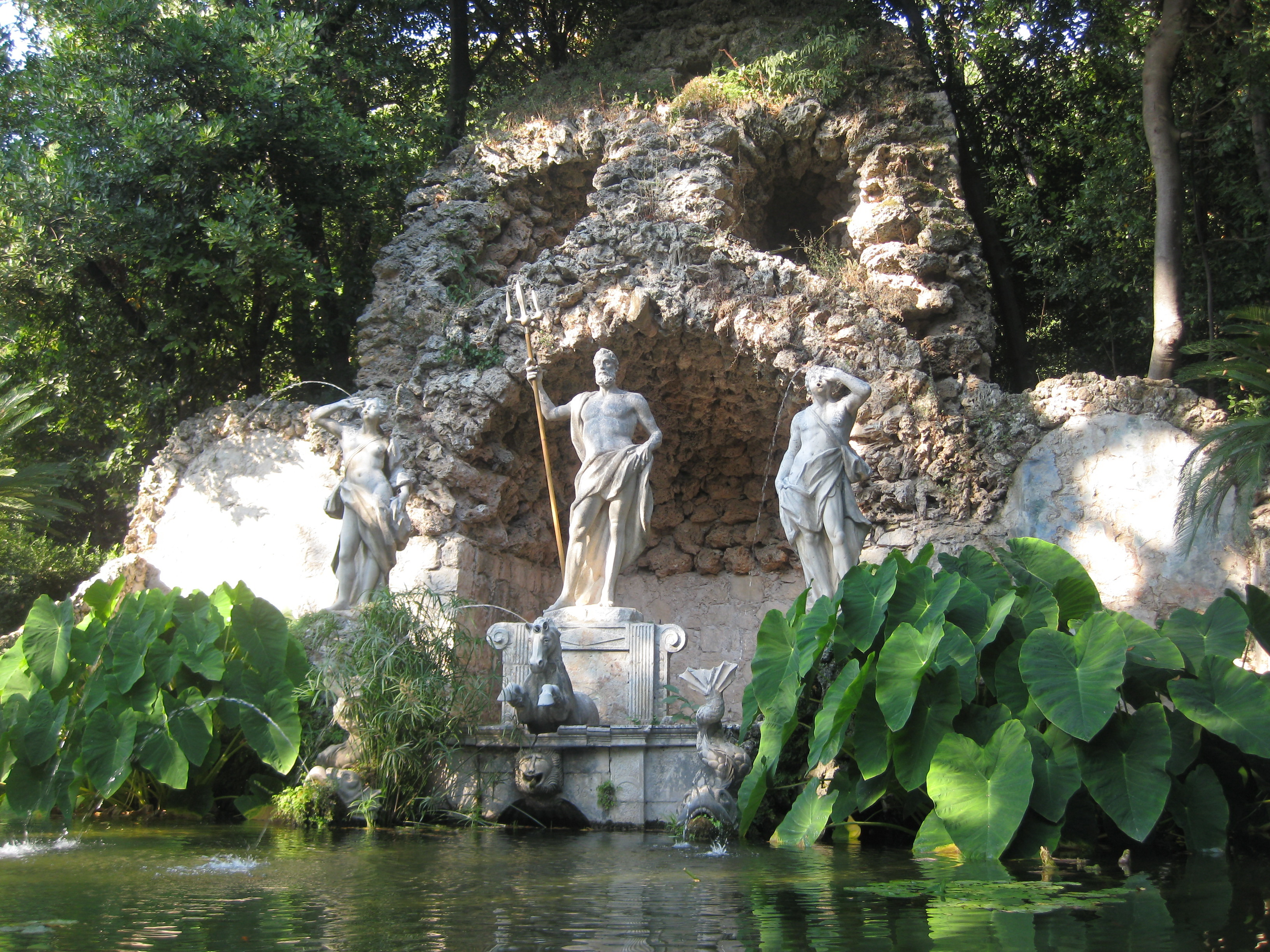
Фонтан Нептуна в Трстені

Трстенський арборетум або Трістенський дендропарк (хорв. Arboretum Trsteno) — ботанічний сад, найдавніший у Хорватії та найстаріший у світі, а в минулому також вважався одним із найкрасивіших у Європі. Єдиний дендропарк на хорватському узбережжі Адріатики.

## Історія
Він відомий своїми історичними садами та колекцією середземноморських та екзотичних рослин. Він був заснований у 1498 році у сільській садибі дворянської родини Гучетич. Вона побудувала там свою дачу, оточену великим садом, в якому були посаджені рослини, завезені з подорожей торгових кораблів із Дубровника. Раніше, у 1492 році, було побудовано акведук, який постачав сад водою. Сад зберіг багато ренесансних та пізніших рис.
1945 або 1948 року сад перейшов у державну власність, а від 1950 року ним керувала Хорватська академія наук і мистецтв. У 1966 році дендропарк був оголошений пам'яткою ландшафту.
Захищений як пам'ятка садової архітектури, охоплює 28 га та об'єднує декілька різних утворень: історичний ренесансний сад з особняком, історичний неоромантичний парк з XIX—XX століття, історичний оливковий гай та природна рослинність лісів дуба, сосни і кипарису Алеппо, рослинність маккії та прибережних скель.
Був серйозно пошкоджений під час війни в Хорватії. У жовтні 1991 р. Югославська народна армія почала обстріли з моря та повітря — найдавніша частина парку та літня знатна резиденція були знищені. Процес повільної перебудови саду уповільнила пожежа, під час посухи в 2000 році — 120 000 було спалено. м² (на загальну площу 255 000 м²).
Парк тепер складається з близько 400 видів рослин, особливо евкаліпт, кедр, клен, родини лаврови і кактусів; рослини походять з усіх континентів. Крім рослинності, тут є резиденція з 1502 року, кілька псевдо античних скульптур, старий млин, каплиця св. Ієроніма з XVII століття та фонтан з 1736 року, до якого подається вода 14-го водопроводу. З точки зору відкривається вид на Адріатичне море та острів Лопуд.
Поза межами дендропарку, дорогою від Дубровника до Неуму, є два 500-річні платани, завезені сюди з Босфору. Вони мають висоту близько 60 метрів, 13 м — окружність та діаметр — 6 м.
Дендропарк послужив декорацією для Садів Короля в американському фентезійному серіалі Гра престолів.